# 마쓰모토성

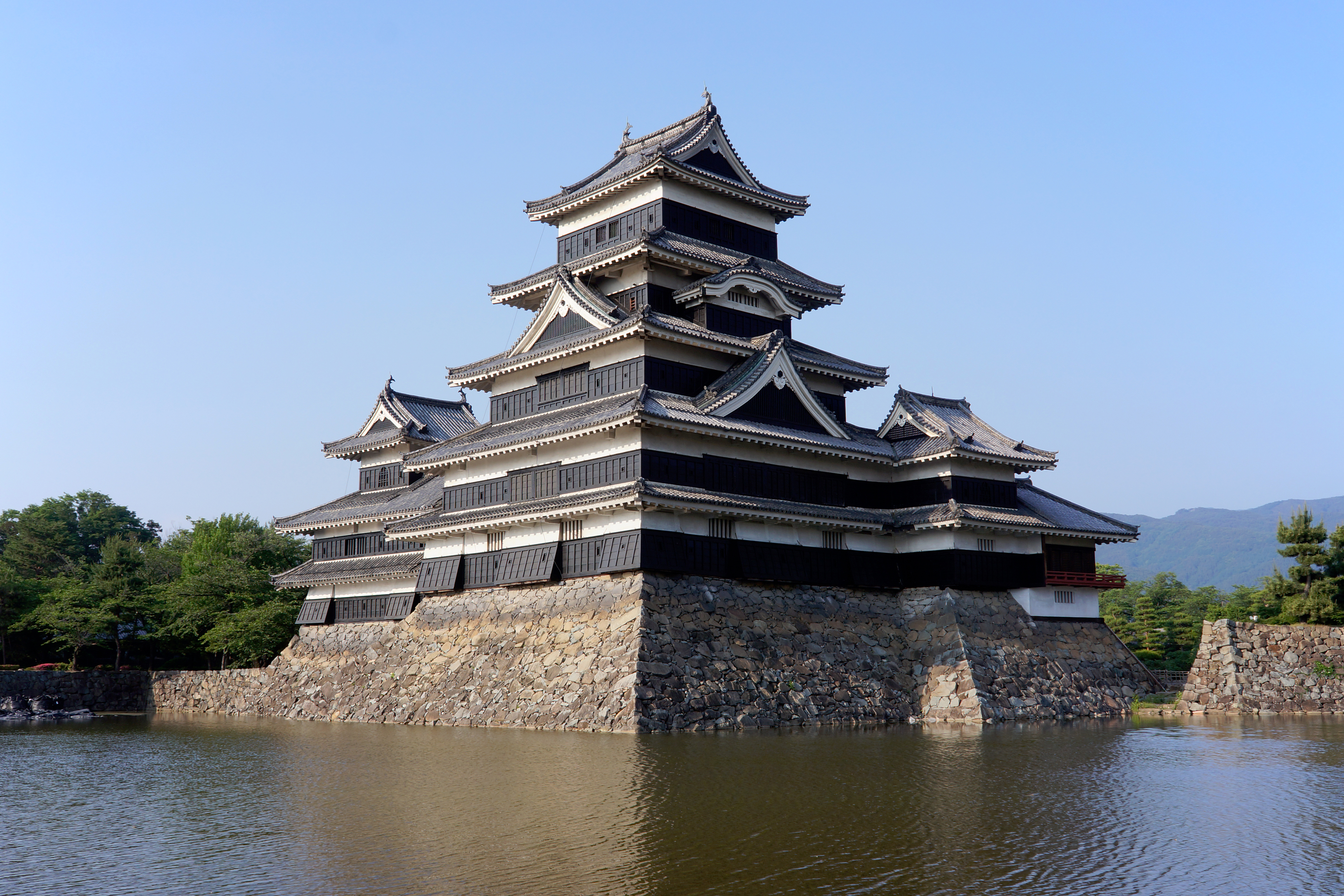
마쓰모토 성 천수각의 전경

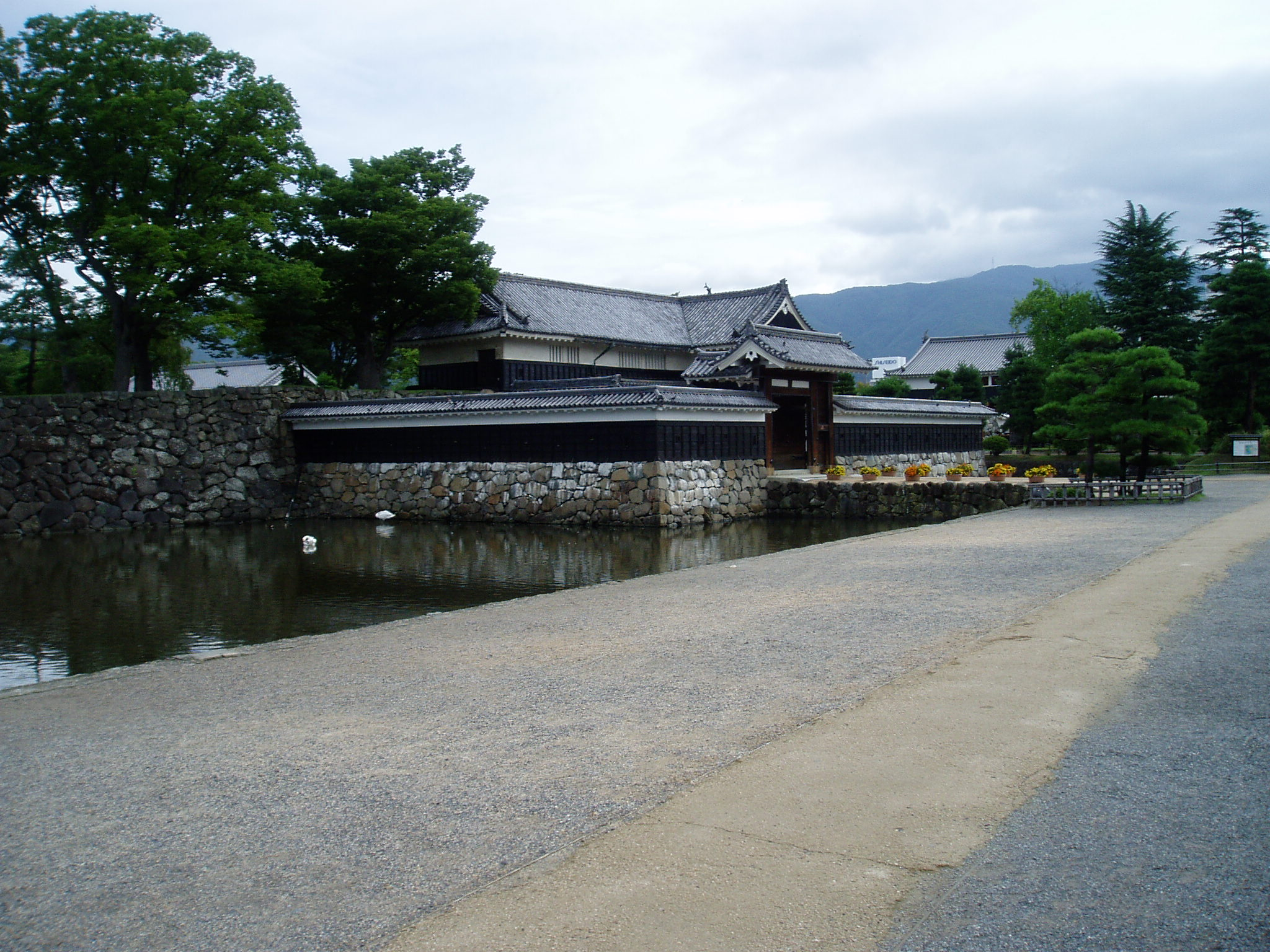
구로 문 (黒門) (1989년 12월 복원)

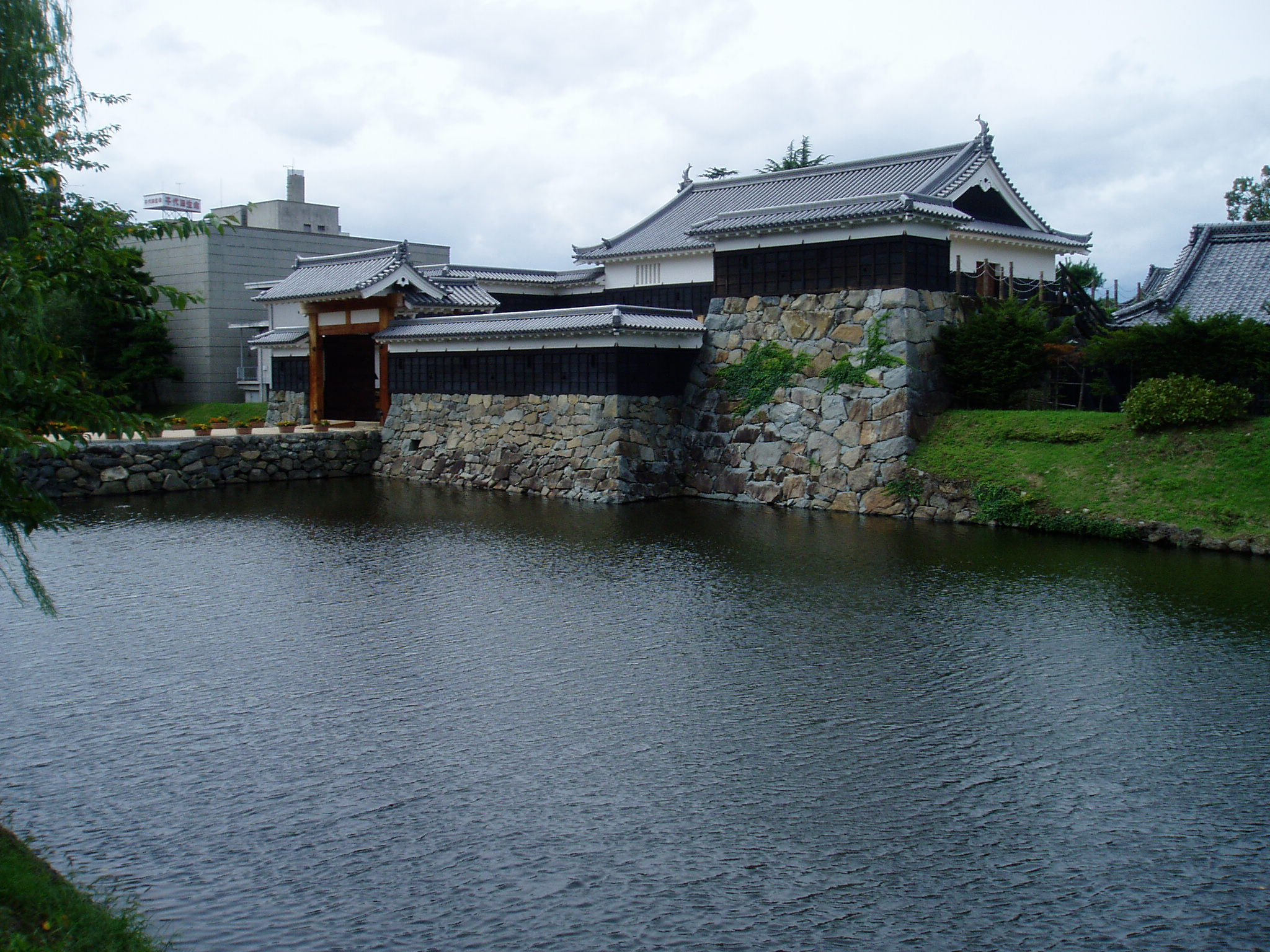
다이코 문 (太鼓門) (1999년 3월 복원)

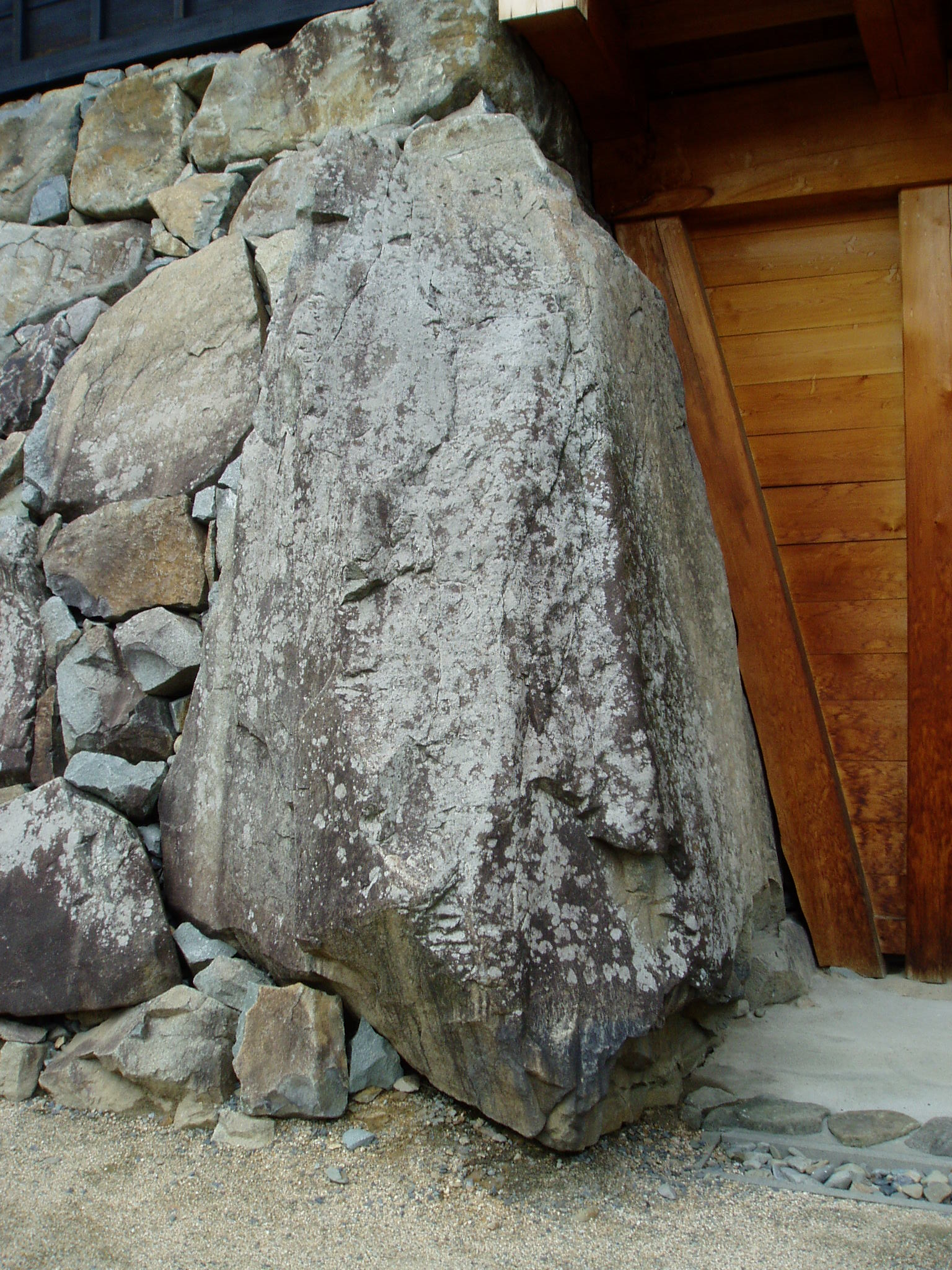
겐바 이시 (玄蕃石)

마쓰모토성(일본어: 松本城, まつもとじょう)은 나가노현의 마쓰모토시에 있는 제곽식 형식과 윤곽식 형식을 띤 평성이다. 천수는 국보로 지정되었고 국가 지적 사적이다. 다른 이름으로는 가라스성(烏城)으로 불린다. 과거에는 후카시성(深志城)이라고 불리었다.

## 역사
센고쿠 시대 ~ 에도 시대
1504년 시나노국 중부를 지배하던 오가사와라 가문이 후카시 성을 축성했다고 전해진다. 후에 다케다 신겐의 공격을 받아 다케다 가문의 지배를 받게 된다. 1582년 다케다 가문이 멸문된 후, 이 지역은 도쿠가와 이에야스의 지배하에 놓이게 되고, 다시금 오가사와라 가문이 이 지역을 다스리게 된다.
도요토미 히데요시가 도쿠가와 이에야스를 간토 지방으로 보낸 후, 1590년 이시카와 가즈마사와 그의 아들 이시카와 야스나가와 함께 성과 성하 마을을 정비한다.
에도 시대에는 마쓰모토 번의 번청으로 사용되었다. 미즈노씨의 뒤를 이어 마쓰다이라 야스나가를 시조로 하는 도다 마쓰다이라가가 대대로 성주가 되었다.
- 1727년 혼마루 어전이 소실되어 번의 정무는 니노마루에서 업무를 본다.

메이지 시대 이후
- 1872년 (메이지 5년) 천수가 경매에 붙여져, 일시 성이 해체될 위기가 있었지만, 이치가와 료조등 지역 유력인사들의 조력으로 매각될 위기를 넘긴다.
- 1900년경 (메이지 30년 무렵) 천수가 크게 기운다.
- 1903년 ~ 1913년 (메이지 36년 ~ 다이쇼 2년) 성을 대대적으로 수리한다.
- 1930년 (쇼와 5년) 국가 사적으로 지정되었다.
- 1936년 (쇼와 11년) 4월 20일 천수, 이누이 소천수, 와타리 망루, 다쓰미 쓰케 망루, 쓰기미 망루, 5개 동이 국보로 지정되었다.
- 1952년 (쇼와 27년) 3월 29일 문화재 보호법 재정에 따라 이 5개 동이 다시금 국보로 지정되었다.
- 2006년 (헤세 18년) 4월 6일 일본 100대 명성에 선정되었다.

## 구조
전형적인 평성으로 혼마루, 니노마루, 산노마루와 거의 정사각형 형태를 띠고 있다, 성의 배치는 제곽식과 윤곽식을 혼재한 형식을 띠고 있다.

### 천수
옛 그대로 천수가 남아 있는 12 천수 중 하나이며, 에도 시대이전 건축물 중 천수가 남아있는 성곽 중 하나이다. 현재 천수는 국보로 지정되었다. 천수를 중심으로 이누이 소천수가 와타리 망루로 연결되어 있으며, 다쓰미 쓰케 망루, 쓰키미 망루를 품고있는 연결 복합식 천수이다. 초기 천수의 특징을 많이 볼 수 있으며, 토벽 하부를 판자로 덮은 것이 특징이다.
성이 축성될 당시에는 망루형 천수로, 맨 위층에는 난간과 박공을 설치했을 것으로 추정된다. 그 후, 마쓰다이라 가문이 성주로 있을 때 망루등을 증축하여 현재와 같은 승탑형의 천수로 조성했다.

### 기울어진 천수
천수가 기울어진 것은 조쿄 소동때 주모자 다다 가스케가 책형에 처해졌을 때, 마쓰모토 성의 천수를 응시하면서 절규했다고 한다. 이때 다다 가스케의 원한에 의해 천수가 기울어졌다는 이야기가 전해진다. 하지만, 이 전설은 성이 기울기 시작한 메이지 시대때에 만들어진 이야기이다. 현재에는 연약한 지반 위에 천수대를 조성되었으며, 천수를 지지하는 16개 기둥의 노후화에 따른 건물의 침하라는 것이 밝혀졌다.

## 남아 있는 건물
마쓰모토 성 니노마루에는 치쿠마 현청화재때 소실을 면한 고가네쿠라(御金蔵: 재물 창고)가 현존해 있다.
그리고, 나가노 현 아즈미노시에 있는 야구이 문(薬医門)은 마쓰모토 성의 오테 니노 문이라고 전해오고 있다. (단 이 문을 소유했던 집안의 서류에서는 로쿠 정(六九町)에 있던 군청(郡役所)에 있었던 문을 이축했다고 한다.) 또, 마쓰모토 시내에는 성의 남문으로 사용되었던 나가야 문이 현존해 있다.
그 밖에도 마쓰모토 시 및 그 주변 도시에서는 마쓰모토 성내의 무가 저택(武家屋敷)에서 이축했다고 생각되는 문들이 많이 볼 수 있다.

## 교통
- JR 동일본, 마쓰모토 전기철도 마쓰모토역에서 도보로 20분
- JR 동일본 기타 마쓰모토 역에서 도보로 7분
- 마쓰모토 역 앞의 버스 정류장에서 타운 스니커(버스) 북쪽 코스 방면 승차, 마쓰모토 성 구로 문(黑門)에서 하차, 약 10분
- 마쓰모토 버스 터미널에서 아사마 온천 방면 버스로 승차, [하치주니 은행(八十二銀行) 앞]에서 하차, 약 10분
- 마쓰모토 나들목에서 차로 15분

## 같이 보기
- 천수가 국보인 성
  - 마쓰모토 성
  - 이누야마성
  - 히메지성
  - 히코네성